# 유아사정
유아사정(일본어: 湯浅町)은 일본 와카야마현 아리다군의 정이다. 간장이나 감귤류를 생산하는 것으로 알려져 있다.

## 지리
기이반도 서부에서 바다가 육지로 깊게 파고 들어간 후미의 안쪽에 위치한다. 이 후미에는 히로카와강이 흘러들고 있어 유아사히로항은 천연의 양항으로 고대부터 물류의 중심지로 번창해 왔다. 기후는 쿠로시오 해류의 영향으로 온난해 감귤류를 생산하고 있다. 리아스식 해안으로 해안선은 복잡하고 해안에는 몇 개의 해수욕장도 있다. 산으로는 아리다시와의 경계에 우뚝 솟은 히라미산, 히로가와정과의 경계에 있는 다카시로산이 있다.

## 역사
예로부터 구마노 가도의 역참으로 번창했고 기슈번의 아리타 대관소가 두어지고 나서는 아리타 지방의 중심지 중 하나로 활기를 보이게 되었다.
- 1889년 4월 1일 - 아리다군 유아사촌과 다스가와촌이 탄생하였다.
- 1896년 6월 22일 - 유아사촌이 정으로 승격해 아리다군 유아사정이 되었다.
- 1956년 3월 31일 - 유아사정과 다스가와촌이 합병해 현재의 유아사정이 되었다.

## 교통

### 철도
- 서일본 여객철도 기세이 본선
  - (← 아리다군 히로가와정) - 유아사역 - (아리다군 아리다가와정 →)

### 도로
- 한와 자동차도
- 국도 42호선